# ریکبرو (جورجیا)
ریکبرو، جورجیا (به انگلیسی: Riceboro, Georgia) یک شهر در ایالات متحده آمریکا با جمعیت ۸۰۹ نفر است که در جورجیا واقع شده‌است.

## موقعیت جغرافیایی
موقعیت جغرافیایی شهرها و مناطق اطراف به شرح زیر است: